# Mark Katic
Mark Katic, född 9 maj 1989 i Timmins, Ontario, är en kanadensisk professionell ishockeyspelare. Han har finländskt och kroatiskt ursprung.